# Cefepima

Cefepima

Cefepima é uma substância utilizada como medicamento antibiótico pertencente a grupo e sub-grupo:
- Medicamentos Anti-infecciosos
  - Antibacterianos
    - Cefalosporinas
      - Cefalosporinas de 4ª. Geração[1]

Trata-se de uma cefalosporina de 4ª geração. Como todas as cefalosporinas é um antibiótico beta lactâmico.

## Propriedades
A cefepima é uma nova cefalosporina injetável de quarta geração, com  atividade bactericida sobre numerosos microrganismos Gram-positivos, 
Gram-negativos e enterobacteriáceas, como Enterobacter cloacae, Enterobacter aerogenes, Citrobacter freundii, Providência, Pseudomonas aeruginosa, Serratia, 
Morganella etc., inclusive cepas produtoras de beta-lactamases, responsáveis de sepsias graves ou infecções nosocomiais, resistentes aos antibióticos tradicionais. É inativo diante de Bacteroides fragilis e Clostridium difficile. O mecanismo de ação é similar aos das outras cefalosporinas, ou seja, inibe a síntese da parede bacteriana celular à qual se liga pela sua grande afinidade com as PBP 3 (proteínas ligadoras de penicilina). 
Não obstante, uma diferença com outras cefalosporinas é sua maior afinidade pelos PBP 2 da parede dos Gram-negativos; além disso, sua atividade  antibacteriana pode ser maior porque o sítio de ligação pode ser saturado com menos moléculas. Devido à sua estrutura química, a cefepima penetra pelas porinas parietais mais rapidamente que outras cefalosporinas (como a ceftazidima e a cefotaxima) razão pela qual esse novo agente atinge uma maior concentração nas  células bacterianas. Uma hora após a sua administração parenteral, em doses  variáveis de 500, 1.000 e 2.000 mg, atingem-se níveis plasmáticos de 21,6, 44,5 e 85,8 mg/ml, respectivamente. Sua meia-vida plasmática é de aproximadamente 2 horas. É difundida com facilidade por diferentes tecidos e é excretada preferentemente (85%) por via renal, mediante filtração glomerular. Seu grau de ligação às proteínas é baixo (20%).

## Indicações
Infecções graves por microrganismos sensíveis. Infecções abdominais, ginecológicas, obstétricas, das vias urinárias, respiratórias, pele e tecidos moles. Doença inflamatória pélvica, endometrite, abcessos, septicemias, pneumonia  hospitalar, osteomielite. Tratamento empírico em pacientes neutropênicos febris.

## Posologia
A dose média aconselhada é de 1 grama cada 12 horas, por via IM ou IV. Essa dose e as vias de administração variam segundo a necessidade clínica  (sensibilidade de microrganismos, severidade da sepsia e função renal do paciente). A duração média do tratamento oscila entre 7 a 10 dias, mas pode ser prolongada em infecções graves ou complicadas.

## Reações adversas
A tolerância clínica é boa, embora foram informados alguns casos (1% a 3%) de diarréia, cefaléia, erupção cutânea, náuseas, vômitos e urticária. A nível humoral observam-se anormalidades transitórias e ocasionais, como aumento da uréia ou da creatinina, da fosfatase alcalina, da bilirrubina total e eosinofilia.

## Precauções
Em pacientes com insuficiência renal (clearance de creatinina   30ml/min) a dose deverá ser ajustada, mas isso não se faz necessário em pacientes com função hepática deteriorada.

## Contra-indicações
Hipersensibilidade às cefalosporinas ou a antibióticos beta-lactâmicos. 
Insuficiência renal severa.Parecida com a doença de cavalo, onde a pessoa fica com o intestino claustrofóbico